# Solomon Hill
Pour les articles homonymes, voir Hill.
Solomon Hill, né le 18 mars 1991 à Los Angeles en Californie, est un joueur américain de basket-ball. Il évolue aux postes d'ailier et ailier fort.

## Carrière
Le 20 juin 2019, il est transféré aux Hawks d'Atlanta. Le 3 juillet 2019, il est de nouveau échangé, cette fois-ci aux Grizzlies de Memphis en compagnie de Miles Plumlee contre Chandler Parsons. Le 6 février 2020, il est envoyé au Heat de Miami dans un échange à 6 joueurs.
Le 23 novembre 2020, il s'engage pour une saison avec les Hawks d'Atlanta.
Solomon Hill est réputé pour être un "dirty player" et est surtout connu pour avoir saboté le MVP de LeBron James en 2021.

## Statistiques

### Professionnelles

#### Saison régulière
| Saison    | Équipe              | Matchs | Titul. | Min./m | % Tir | % 3pts | % LF | Rbds/m. | Pass/m. | Int/m. | Ctr/m. | Pts/m. |
| --------- | ------------------- | ------ | ------ | ------ | ----- | ------ | ---- | ------- | ------- | ------ | ------ | ------ |
| 2013-2014 | Indiana             | 28     | 0      | 8,1    | 42,5  | 30,4   | 85,7 | 1,50    | 0,40    | 0,20   | 0,10   | 1,70   |
| 2014-2015 | Indiana             | 82     | 78     | 29,0   | 39,6  | 32,7   | 82,4 | 3,80    | 2,20    | 0,80   | 0,20   | 8,90   |
| 2015-2016 | Indiana             | 59     | 3      | 14,7   | 44,7  | 32,4   | 85,7 | 2,80    | 1,00    | 0,60   | 0,20   | 4,20   |
| 2016-2017 | La Nouvelle-Orléans | 80     | 71     | 29,7   | 38,3  | 34,8   | 80,5 | 3,80    | 1,80    | 0,90   | 0,40   | 7,00   |
| 2017-2018 | La Nouvelle-Orléans | 12     | 1      | 15,6   | 26,8  | 19,0   | 50,0 | 3,00    | 1,80    | 0,60   | 0,10   | 2,40   |
| 2018-2019 | La Nouvelle-Orléans | 44     | 15     | 20,0   | 38,2  | 31,7   | 71,9 | 3,00    | 1,30    | 0,50   | 0,20   | 4,30   |
| 2019-2020 | Memphis             | 48     | 3      | 18,8   | 41,2  | 38,1   | 68,4 | 3,00    | 2,00    | 0,60   | 0,10   | 5,70   |
| 2019-2020 | Miami               | 11     | 1      | 17,0   | 31,1  | 29,2   | 87,5 | 1,90    | 0,90    | 1,10   | 0,50   | 4,50   |
| 2020-2021 | Atlanta             | 71     | 16     | 21,3   | 35,9  | 32,1   | 76,1 | 3,00    | 1,10    | 0,70   | 0,20   | 4,50   |
| Carrière  | Carrière            | 435    | 188    | 21,9   | 39,0  | 33,3   | 79,7 | 3,20    | 1,50    | 0,70   | 0,20   | 5,60   |

### Playoffs
| Saison   | Équipe              | Matchs | Titul. | Min./m | % Tir | % 3pts | % LF | Rbds/m. | Pass/m. | Int/m. | Ctr/m. | Pts/m. |
| -------- | ------------------- | ------ | ------ | ------ | ----- | ------ | ---- | ------- | ------- | ------ | ------ | ------ |
| 2014     | Indiana             | 1      | 0      | 1,0    | —     | —      | —    | 0,00    | 0,00    | 0,00   | 0,00   | 0,00   |
| 2016     | Indiana             | 7      | 0      | 28,3   | 45,2  | 57,9   | 93,8 | 4,00    | 1,10    | 0,30   | 0,00   | 7,70   |
| 2018     | La Nouvelle-Orléans | 9      | 0      | 12,7   | 36,0  | 37,5   | 90,0 | 1,90    | 0,80    | 0,10   | 0,10   | 3,70   |
| 2020     | Miami               | 7      | 0      | 6,0    | 55,6  | 33,3   | —    | 1,00    | 0,40    | 0,10   | 0,00   | 1,70   |
| 2021     | Atlanta             | 14     | 3      | 10,4   | 25,0  | 16,7   | 50,0 | 1,40    | 0,10    | 0,10   | 0,00   | 1,20   |
| Carrière | Carrière            | 38     | 3      | 13,2   | 38,2  | 37,3   | 86,7 | 1,90    | 0,60    | 0,20   | 0,10   | 3,10   |

## Records sur une rencontre en NBA
Les records personnels de Solomon Hill, officiellement recensés par la NBA sont les suivants :
| Type de statistique        | Saison régulière | Saison régulière      | Saison régulière | Playoffs | Playoffs                   | Playoffs      |
| Type de statistique        | Record           | Adversaire            | Date             | Record   | Adversaire                 | Date          |
| -------------------------- | ---------------- | --------------------- | ---------------- | -------- | -------------------------- | ------------- |
| Points                     | 30               | Rockets de Houston    | 17 mars 2017     | 13       | @ Raptors de Toronto       | 16 avril 2016 |
| Paniers marqués            | 10               | Wizards de Washington | 8 novembre 2014  | 3        | 3 fois                     | 3 fois        |
| Paniers tentés             | 19               | Wizards de Washington | 8 novembre 2014  | 6        | 3 fois                     | 3 fois        |
| Paniers à 3 points réussis | 7                | @ Bucks de Milwaukee  | 13 avril 2016    | 3        | 3 fois                     | 3 fois        |
| Paniers à 3 points tentés  | 11               | @ Bucks de Milwaukee  | 13 avril 2016    | 6        | Warriors de Golden State   | 4 mai 2018    |
| Lancers francs réussis     | 10               | @ Pacers de l'Indiana | 14 août 2020     | 10       | @ Raptors de Toronto       | 16 avril 2016 |
| Lancers francs tentés      | 12               | @ Pacers de l'Indiana | 14 août 2020     | 10       | @ Raptors de Toronto       | 16 avril 2016 |
| Rebonds offensifs          | 5                | 2 fois                | 2 fois           | 2        | 2 fois                     | 2 fois        |
| Rebonds défensifs          | 10               | 2 fois                | 2 fois           | 5        | 3 fois                     | 3 fois        |
| Rebonds totaux             | 12               | 2 fois                | 2 fois           | 6        | 2 fois                     | 2 fois        |
| Passes décisives           | 7                | 2 fois                | 2 fois           | 3        | 2 fois                     | 2 fois        |
| Interceptions              | 4                | 2 fois                | 2 fois           | 1        | 3 fois                     | 3 fois        |
| Contres                    | 3                | 2 fois                | 2 fois           | 1        | @ Warriors de Golden State | 8 mai 2018    |
| Balles perdues             | 5                | Rockets de Houston    | 23 mars 2015     | 2        | Raptors de Toronto         | 23 avril 2016 |
| Minutes jouées             | 47               | Grizzlies de Memphis  | 5 décembre 2016  | 34       | @ Raptors de Toronto       | 1er mai 2016  |

- Double-double : 2
- Triple-double : 0

Dernière mise à jour : 10 octobre 2020